# Asian Dub Foundation

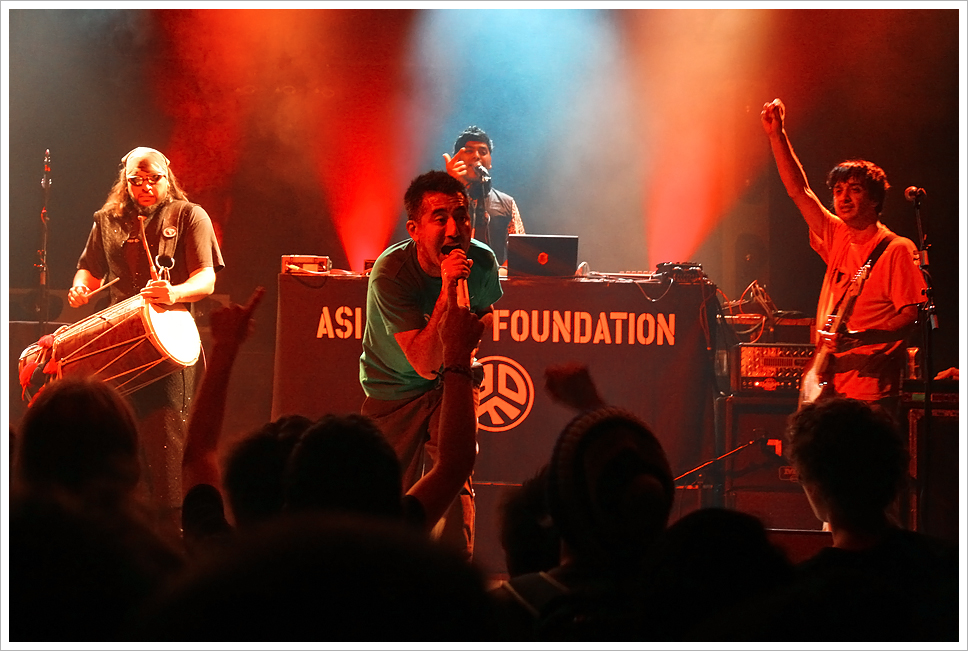
Asian Dub Foundation

Die Asian Dub Foundation ist eine britische elektronische Alternative-Band mit politischen Texten. Ihre Musik ist ein Mix aus vielen verschiedenen Stilrichtungen darunter vor allem Breakbeat, Dub, Jungle, Rapcore und Drum and Bass.
Das Bandkollektiv wurde 1993 vom Musiklehrer Dr. Das, dem 15-jährigen Schüler Deeder Zaman und dem Sozialarbeiter DJ Pandit gegründet. Mittlerweile arbeiten noch andere Künstler in dem Projekt mit, so der Gitarrist Chandrasonic, der Programmierer Sun J, Rocky Singh, Pritpal Rajput, Aktar, Spex, Ghetto Priest und Horace Andy. In ihren Liedern wird Antirassismus, die Globalisierung, die „Festung Europa“ und, in ihrem 2005er Album Tank, der Irak-Krieg thematisiert. Obwohl aus Großbritannien stammend, feiert die Asian Dub Foundation in Frankreich ihre größten Erfolge.

## Diskografie

### Alben
- Facts And Fictions (1995)
- R.A.F.I. (1997) (zuerst nur in Frankreich veröffentlicht)
- Conscious Party (live) (1998) (zuerst nur in Frankreich veröffentlicht)
- Rafi’s Revenge (1998)
- Community Music (2000)
- Frontline 1993-1997: Rareties And Remixes (2001)
- Enemy Of The Enemy (2003)
- Asian Dub Foundation live: Keep Bangin’ On The Walls (CD) (2003)
- Tank (2005)
- Time Freeze (1995-2007 The Best Of) (2007)
- Punkara (2008)
- A History Of Now (2011)
- The Signal and the Noise (2013)
- More Signal More Noise (2015)
- Access Denied (2020)

### Videoalben
- Asian Dub Foundation live: Keep Bangin On The Walls (DVD) (2003)